# Czesław Nogacki
Czesław Nogacki (ur. 10 stycznia 1950 w Głogowie) – polski aktor teatralny, filmowy i telewizyjny.

## Życiorys
W latach 1972–1976 studiował w Państwowej Wyższej Szkole Teatralnej w Krakowie. W latach 1969–1970 pracował w Cyrku Wielkim.
13 marca 1971 roku zadebiutował na deskach Lubuskiego Teatru im. Leona Kruczkowskiego w Zielonej Górze jako Służący w spektaklu Marcela Acharda Kartofel w reżyserii Jerzego Hoffmana. W latach 1976–1987 występował w warszawskim Teatrze Studio, w latach 1987–1988 był związany z Teatrem Komedia w Warszawie.
Podczas pracy w Teatrze Studio, zwanym później Centrum Sztuki Studio im. St.I. Witkiewicza, występował na scenach całego świata z przedstawieniami Józefa Szajny – Cervantes jako Pastuch i Majakowski w roli Majakowskiego oraz autorskimi spektaklami Jerzego Grzegorzewskiego. Współpracował także z największymi reżyserami teatralnymi w Polsce takimi jak Krystian Lupa czy Jerzy Jarocki.

## Filmografia

### Filmy fabularne
- 1980: Ciosy
- 1982: Smak czekolady jako „Cygan”
- 1982: Noc poślubna w biały dzień
- 1983: To tylko Rock jako Michał Jurczyk, dziennikarz „Gazety Wieczornej”
- 1984: Zdaniem obrony (TV) jako celnik Andrzej Lechicki
- 1984: Remis (TV)
- 1984: Przemytnicy jako „Lord”, członek grupy Trofidy
- 1985: Tanie pieniądze jako robotnik na zabawie
- 1986: Zakaz wyjazdu (TV)
- 1986: Wcześnie urodzony (TV) jako kierowca TIR-a Dariusz Mazurek
- 1988: Zmowa (TV) jako Józef Adamiak, szwagier Siejby
- 1989: Powrót wabiszczura jako Europejczyk
- 1990: Kanalia jako „Kusy”
- 1991: Siwa legenda
- 1996: Wirus jako "Niższy", goryl Marusi
- 1996: Poznań 56
- 1997: Prostytutki jako mąż „Grazi”
- 2000: Żółty szalik, z cyklu: Święta polskie (TV) jako alkoholik spotkany w restauracji
- 2000: Kalipso (TV) jako Nowiński
- 2001: Tam i z powrotem jako sąsiad Hoffmana

### Seriale TV
- 1981: Jan Serce jako kanalarz Tycjan Mielczarski
- 1986: Magma
- 1988–1990: W labiryncie jako Wiktor Świtonik, ojciec Igora
- 1993: Złoto Alaski (Goldrush in Alaska) jako Snass
- 1994–1995: Fitness Club jako członek "drużyny bejsbolowej z Pruszkowa"
- 1996: Ekstradycja 2 jako bezdomny
- 1997: Boża podszewka jako bandzior
- 1998: Złotopolscy jako Tomasz, klient w restauracji Marty Gabriel/mężczyzna w areszcie posterunku Dworca Centralnego/mieszkaniec Dworca Centralnego
- 1999: Złotopolscy jako klient restauracji Marty Gabriel
- 2000–2003: Złotopolscy jako mieszkaniec Dworca Centralnego
- 2002: Kasia i Tomek jako żebrak (głos)
- 2002: Sfora jako złodziej na cmentarzu
- 2002: Król przedmieścia jako lump
- 2003: Kasia i Tomek jako kamieniarz Zdzisio (głos)
- 2007: Odwróceni jako filatelista
- 2008: Kryminalni jako Zygmunt Kierzkowski
- 2010: Złotopolscy jako Muniek, mieszkaniec Dworca Centralnego